# Ana, Duquesa da Bretanha
Ana de Bretanha (25 de janeiro de 1477 — 9 de janeiro de 1514), (em Língua bretã: Anna Vreizh; francês: Ana de Bretagne) foi a Duquesa titular da Bretanha, de 1488 até sua morte, e, por duas vezes, rainha consorte da França entre 1491 a 1498 e de 1499 até sua morte. Ela foi a única na França a ter o título de rainha consorte duas vezes. Durante as Guerras Italianas, Ana também se tornou rainha consorte de Nápoles (1501-1504), e duquesa consorte de Milão (1499-1500/1500-1512).
Ana foi criada em Nantes, durante uma série de conflitos onde o rei da França buscou afirmar sua suserania sobre a Bretanha. Era filha e única herdeira do duque Francisco II da Bretanha, e de Margarida de Foix. Sendo assim, Ana era neta, por via materna, dos reis de Navarra, Leonor I de Navarra e Gastão IV. Quando seu pai morreu, em 1488, tornou-se duquesa da Bretanha, condessa de Nantes, Monfort e Richmond (na Inglaterra), e viscondessa de Limoges. Era tida como a mulher mais rica da Europa.

## Primeiros anos
Ana era a única filha de Francisco e Margarida que sobreviveu à infância (sua irmã, Isabel, morreu em 1490, com 12 anos). Tradicionalmente, ela foi criada como a herdeira do ducado. Foi educada pelo poeta Jean Meschinot.
Antes da Guerra da Sucessão Bretã, a Bretanha operava de acordo com uma semi lei sálica, no caso uma mulher poderia herdar o trono apenas se a linhagem masculina tivesse se extinguido. Porém, a guerra terminou com o Tratado de Guérande, que declarava que na ausência de um herdeiro da Casa de Montfort, os herdeiros de Joana, Duquesa de Bretanha os sucederiam. Quando Ana nasceu, seu pai era o único homem restante dos Montfort. Durante o século, o acordo foi violado e reinterpretado múltiplas vezes. Por isso, para garantir a sucessão da filha, o duque a teve oficialmente reconhecida como a herdeira em 1486. Contudo, a questão de casamento continuou a ser uma questão diplomática. Francisco não tinha a intenção de deixar a França absorver a Bretanha em seu território. Dessa forma, ele procurou casar Ana com um marido em uma posição capaz de resistir aos franceses.
Em 1480, Ana foi oficialmente prometida em casamento a Eduardo, Príncipe de Gales, filho de Eduardo IV, porém, após a morte do pai, ele desapareceu. Outros pretendentes incluíam Maximiliano I, Sacro Imperador Romano-Germânico (viúvo de Maria, Duquesa da Borgonha), Alan de Albret, Jean de Charlon (Príncipe de Orange) e o casado Luís, Duque d'Orleães.
Em 1488, os exércitos de Francisco II foram derrotados na Batalha de Saint-Aubin-du-Cormier, acabando com a Guerra Louca (la Guerre Folle) entre a França e a Bretanha. No Tratado de Sablé, o duque foi forçado a aceitar cláusulas estipulando que suas filhas não se casariam sem a aprovação do rei francês. Logo depois, ele morreu em 9 de setembro de 1488, ao cair de seu cavalo. Ana tornou-se duquesa, e a Bretanha entrou em sua última guerra contra os franceses.

## Duquesa da Bretanha
Necessitando de alguém que pudesse manter a independência do ducado em relação à França, Ana casou-se com Maximiliano I, em Rennes, por procuração em 19 de dezembro de 1490, posteriormente recebendo o título de Rainha dos Romanos, o que causou sérias consequências. Os franceses consideraram isso uma séria provocação, pois não foi aprovado o casamento pelo rei, e pior, Maximiliano era um inimigo da França que agora controlava a Bretanha. O casamento também ocorreu em má hora, pois os Habsburgo estavam ocupados na Hungria para prestar atenção à Bretanha, e a Coroa de Castela estava lutando em Granada. A primavera de 1491 trouxe novos sucessos ao general francês Luís II de la Trémoille, e Carlos VIII de França fechou o cerco em Rennes.
Após Maximiliano ter falhado em ajudar a esposa, Rennes caiu e Ana ficou noiva de Carlos VIII. Então, escoltada pelo seu exército (ostensivamente, para mostrar que ela consentiu de boa vontade com o casamento), Ana foi para Langeais para se casar. Apesar dos protestos diplomáticos da Áustria, alegando que o casamento era inválido porque era contra a vontade da noiva, que ela já era casada legalmente com Maximiliano, e por último, que Carlos estava legalmente noivo da filha de Maximiliano, Margarida de Áustria, Ana celebrou seu segundo casamento com Carlos VIII no Castelo de Langeais em 6 de dezembro de 1491.
A união foi consequentemente validada pelo Papa Inocêncio VIII em 15 de fevereiro de 1492. O contrato do casamento previa que o cônjuge que vivesse mais que o outro iria reter possessão da Bretanha. Também estabelecia que caso o rei morresse sem herdeiros masculinos, Ana iria casar-se com o seu sucessor, assegurando assim ao rei francês uma segunda chance de anexar a Bretanha.

## Rainha de França

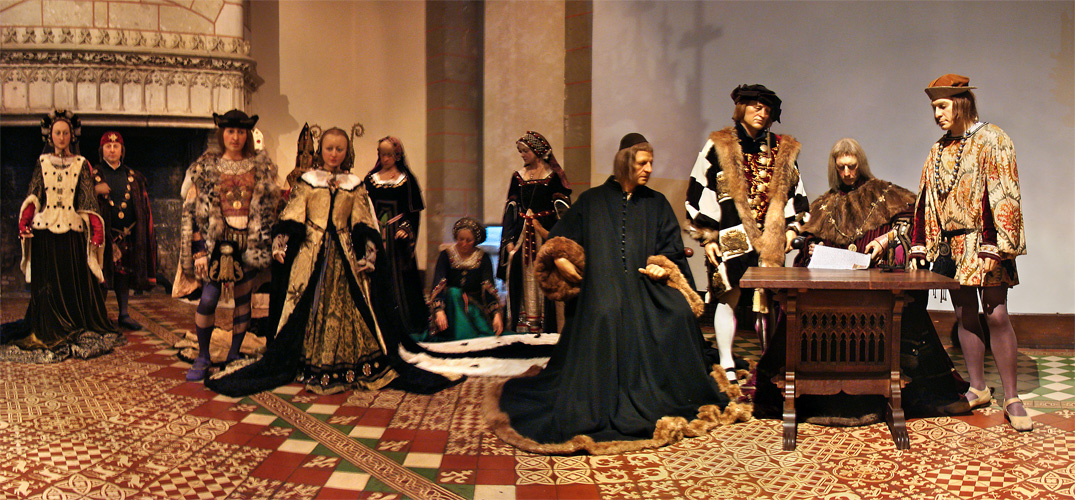
Casamento com Carlos VIII, Castelo de Langeais

Ana conseguiu negociar um contrato justo antes de se casar com Carlos VIII, pois ele declarava que o segundo filho, menino ou menina, iria herdar o Ducado da Bretanha. Seu segundo casamento começou mal, pois eles viviam separados. Ela foi coroada Rainha da França em 8 de fevereiro de 1492, na Basílica de Saint-Denis. Ela foi proibida pelo marido de usar o título de Duquesa da Bretanha, o que se tornou motivo de disputa entre os dois. Enquanto seu marido lutava na Itália, a regência foi exercida por sua irmã, Ana da França. Grávida durante a maior parte de sua vida, Anne viveu nos castelos de Amboise, Loches e Plessis ou nas cidades de Lyon, Grenoble ou Moulins(quando o rei estava na Itália). Ela foi brevemente Rainha da Sicília e Rainha de Jerusalém com a conquista de Nápoles por Carlos.
O casamento produziu sete filhos que não sobreviveram á infância. Apenas o primogênito Carlos Orlando, Delfim da França, sobreviveu. Uma criança saudável e inteligente, ele era adorado pelos pais, que sofreram muito quando ele morreu de sarampo. O segundo, Carlos, viveu menos de um mês. Francisco e Ana morreram logo após o nascimento e três foram natimortos. Tais tragédias causaram muitas dores à Ana, que orou por um filho após a morte de Francisco.
Havia um círculo de poetas na corte de Ana, entre eles o humanista italiano Publio Fausto Andrelini que espalhou o "New Learning" (Novo Conhecimento), na França.

## Viuvez e Terceiro Casamento
Quando o rei morreu, em 1498, Ana tinha apenas 21 anos e nenhum filho vivo. De acordo com a lei, ela era obrigada a casar-se com Luís II, porém, ele já estava casado com Joana de Valois, Duquesa de Berry, filha de Luís XI de França e irmã de Carlos VIII. Em 19 de augusto de 1498, em Étampes, Ana concordou em se casar com o rei, caso ele conseguisse a anulação do casamento com Joana em até um ano. O primeiro casamento de Luís foi anulado pelo Papa Alexandre VI antes do final do ano.
Durante esse meio tempo, ela retornou à Bretanha em outubro de 1498. Ela restaurou Felipe de Montauban à chancelaria do Ducado, nomeou Jean de Châlon como Tenente Hereditário, reuniu os Estados da Bretanha, e ordenou produção de moedas carregando o seu nome. Ela também viajou pelo Ducado, fazendo triunfantes entradas às cidades, sendo recebida ricamente por seus vassalos.
Quando Ana se casou, em 8 de janeiro de 1499, ela já era uma mulher, uma Rainha viúva, e estava determinada a garantir que seus direitos de herdeira fossem reconhecidos. Apesar de seu novo marido exercer o poder na Bretanha, ela carregava formalmente o título de Duquesa e tomava decisões.
Ela arranjou o casamento de sua filha Claúdia, com Carlos de Áustria em 1501, para reforçar a aliança Franco-Espanhola e fortalecer o sucesso francês nas guerras italianas. Luís dissolveu o noivado quando se tornou claro que não teria um herdeiro homem. Então, noivou Claúdia com Francisco I de França. Ana, preocupada com a independência bretã, recusou até a morte sancionar o casamento.

## Morte

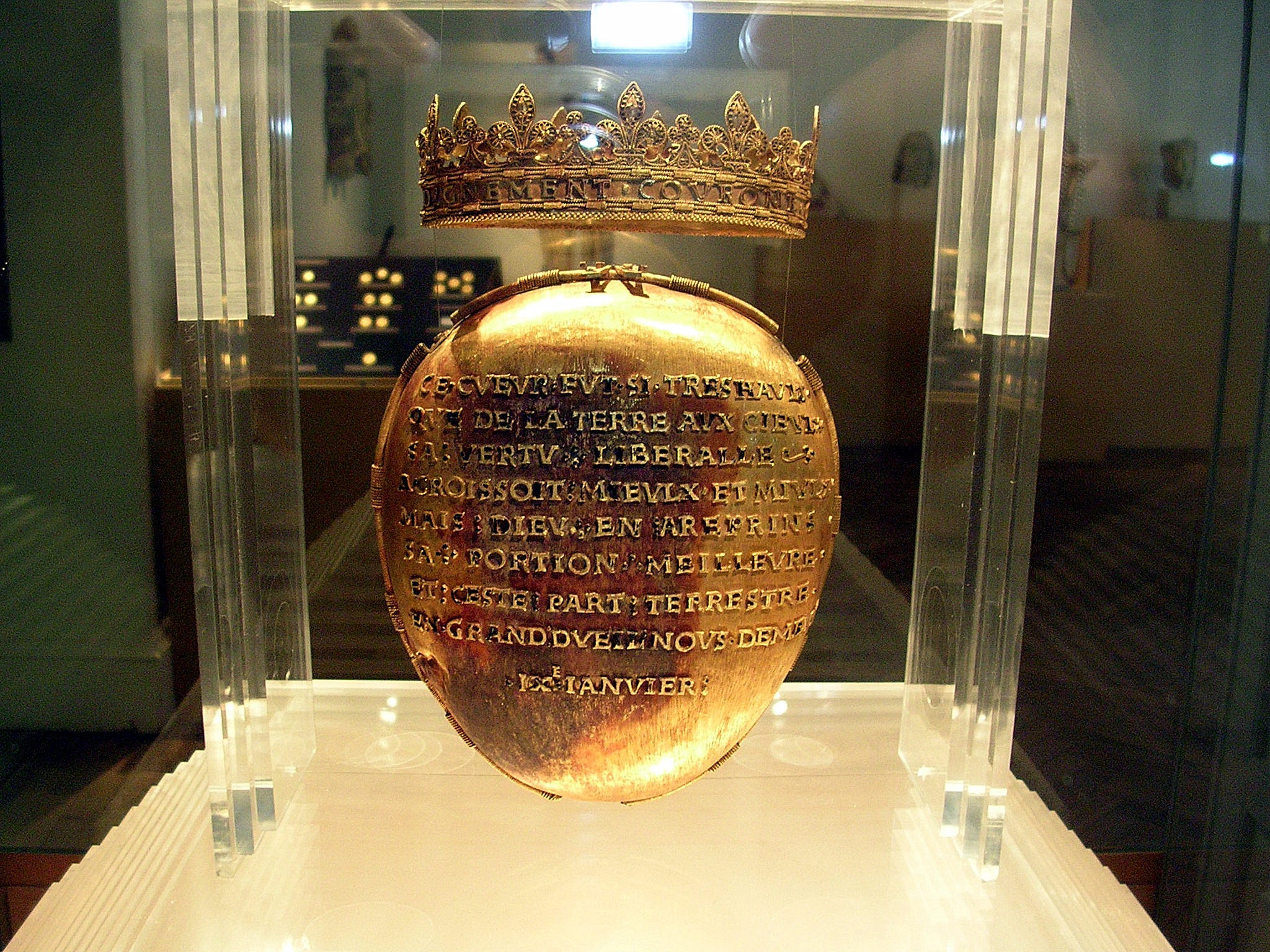
Relicário do coração de Ana.

Ana morreu no Castelo de Blois em 9 de janeiro de 1514, em decorrência de pedra no rins. Foi enterrada em Saint-Denis, tendo o enterro durado 40 dias, o que inspirou os funerais de nobres franceses do século XVIII. Duas missas foram lidas pela Ordem Franciscana e  pela Ordem Dominicana.
De acordo com o seu testamento, o coração de Ana foi colocado em um relicário de ouro, transportado para Nantes e depositado na tumba de seus pais na capela dos frades do Carmo.

## Características
Ana era uma mulher altamente inteligente que passou a maior parte do seu tempo na administração da Bretanha. Ela era descrita como astuta, orgulhosa e altiva. Ela garantiu a autonomia da Bretanha, e a preservação do Ducado de fora da França.
Ana era benfeitora das artes e gostava de música. É provável que a Tapeçaria A caçada do unicórnio em exibição no Museu Cloisters foi ordenada por ela para celebrar seu casamento com Luís XII. De suas Iluminuras existentes o mais famoso é o Livro de horas Grandes horas de Anna da Bretanha. Ela também patrocinou livros e seus artistas.
Ela era uma mãe devotada, passando o maior tempo possível com eles. Ana mandou um livro de horas ser feito para seu filho, Carlos Orlando, para ensiná-lo como rezar, e para servir como um guia para seu futuro papel como rei, o que não aconteceu, pois ele morreu em 1495. De acordo com Pierre de Brantôme, Ana expandiu o número de empregados na sua corte, principalmente jovens mulheres, formando uma escola preparatória para mulheres em idade para casar, além de ter a companhia de 100 cavalheiros bretões na corte. Essas inovações influenciou mais tarde as cortes francesas.
Ao casar-se com Carlos VIII, Ana era uma garota nova e de bochechas rosadas. Com o fim da união, com pouco mais de 20 anos e depois de 7 gravidezes e nenhum filho que tenha sobrevivido, era uma mulher pálida e abatida. Ao fim da vida, aos 36 anos, engravidado por 16 vezes e com sete natimortos, apenas dois sobreviveram à infância.

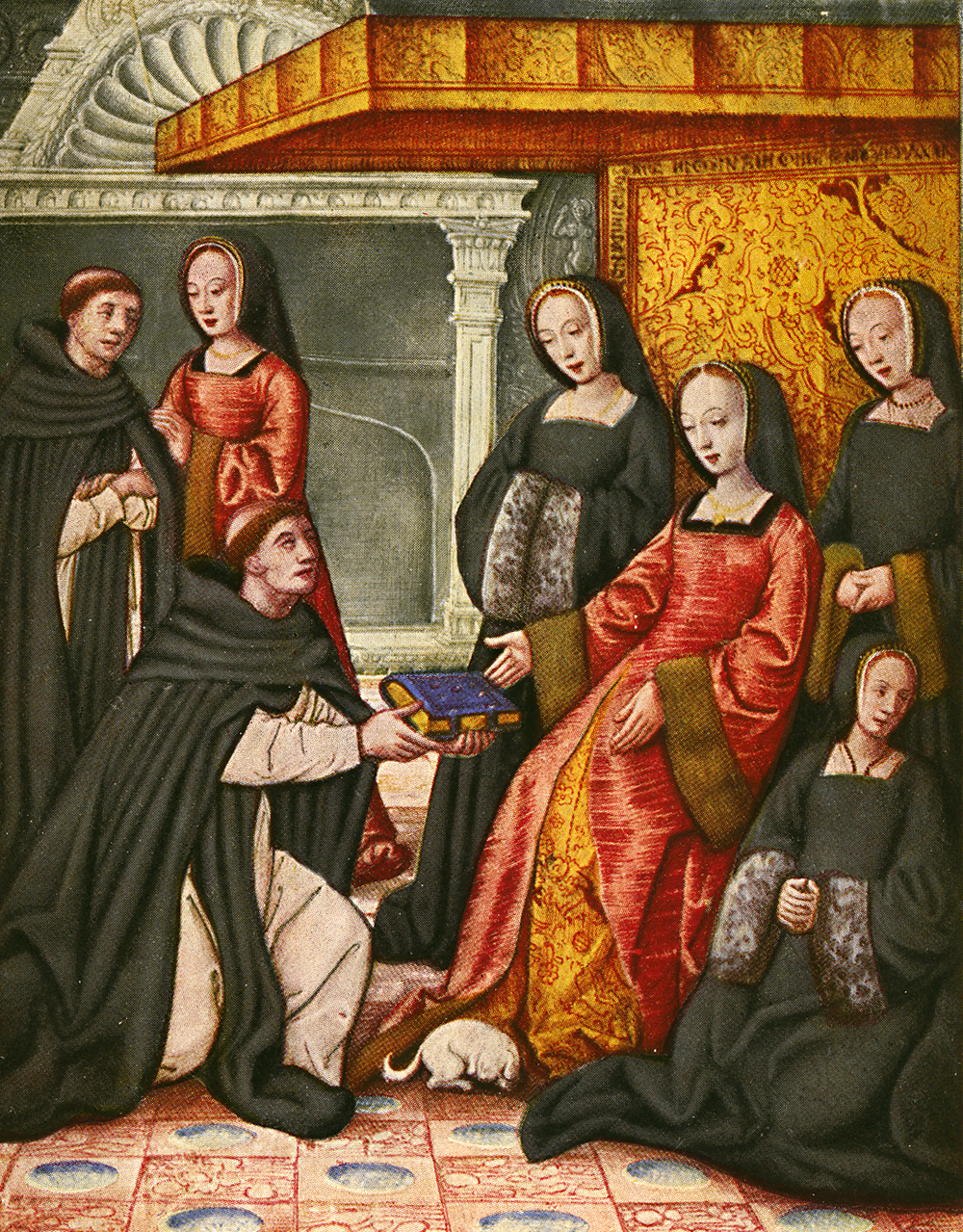
Ana como rainha recebe um livro, pintura por Jean Perréal.

## Filhos
Seu casamento com Carlos VIII de França produziu sete gestações:
- Carlos Orlando, Delfim da França (11 de outubro de 1492 - 16 de dezembro de 1495). Seu único filho saudável, ele morreu de sarampo quando tinha três anos de idade. Enterrado na Catedral de Tours;
- Francisco (agosto de 1493). Ana ficou grávida no final de 1492 / início de 1493, mas viajou com o marido de castelo em castelo; Entrou em trabalho de parto durante uma viagem na floresta de Courcelles, e a criança era prematura e morta. Enterrado em Notre-Dame de Cléry;
- Filha natimorta (março de 1494). Em sua terceira gravidez, Ana evitou viajar (em vez disso, residindo em Amboise, perto do delfim). No entanto, em fevereiro de 1493, acompanhou o rei a Lyon, onde se preparava para partir para as guerras italianas. Depois de chegar em 15 de março, ela participou de todas as cerimônias; o estresse da ocasião fez com que ela entrasse em trabalho de parto prematuro, e a criança era natimorta;
- Carlos, Delfim da França (8 de setembro de 1496 - 2 de outubro de 1496). Sua morte levou Ana a se retirar temporariamente para Moulins em desespero. Enterrado na Catedral de Tours;
- Francisco, Delfim da França (julho de 1497). Morreu várias horas após o seu nascimento, enterrado na Catedral de Tours;
- Ana da França (20 de março de 1498). Ela morreu no mesmo dia do seu nascimento no Château Real de Plessis-lèz-Tours. Enterrada na Catedral de Tours.

Seu casamento com Luís XII da França produziu pelo menos mais nove gestações:
- Cláudia (1499 - 1524), que foi sua herdeira e rainha consorte de Francisco I da França;
- aborto espontâneo (1500);
- Filho natimorto (21 de janeiro, ano desconhecido);
- aborto espontâneo (final 1503);
- aborto espontâneo (1505);
- aborto espontâneo (1508);
- aborto espontâneo (1509);
- Renata (1510 - 1575), que se casou com Ercole II d'Este, duque de Ferrara, e se tornou duquesa de Chartres;
- Filho natimorto (janeiro de 1512).

## Simbolismo cultural
Quando estava viva, as propagandas de Carlos VII e Luís XII introduziram Ana como uma rainha perfeita, um símbolo de união e paz entre a França e a Bretanha. Nos séculos seguintes, historiadores e a cultura popular as vezes a apresentavam de diferentes maneiras, atribuindo-lhe características físicas e psicológicas não suportadas por evidência histórica.
Em 1991, o 500° aniversário de Ana da Bretanha e de Carlos VII de França foi celebrado em Langeais.